# Джузеппе Крівеллі
Джузеппе Крівеллі (італ. Giuseppe Crivelli, 18 жовтня 1900 — 2 червня 1950) — італійський академічний веслувальник.
Бронзовий призер Олімпійських Ігор 1924 року в складі вісімки.
Чемпіон Європи 1923 року в складі вісімки.